# Hôtel de Maquillé
L'hôtel de Maquillé est un hôtel particulier du XVIIIe siècle situé dans le centre-ville d'Angers, dans le département de Maine-et-Loire dans la région Pays de la Loire, en France.

## Histoire
En 1779, Anselme René Bucher de Chauvigné, maire d'Angers de 1781 à 1785, est le propriétaire de l'ancien hôtel du prévôt de Craon, dit ensuite hôtel des Esmereaux au XVIIIe siècle, il y réunit le logis voisin des Boucault du Plessis. Cet édifice est reconstruit à partir de 1788 pour Antoine Séraphin du Bois de Maquillé.
Pendant la Révolution française et la période dite de la terreur, les représentants en mission l'occupèrent notamment Marie Pierre Adrien Francastel,.
Au 24 Floréal, An IV, l'hôtel est le quartier général de l'Armée des côtes de l'Océan du général Hoche chargé de pacifier les provinces de l'Ouest.

## Situation
L'hôtel est situé 18 rue du Cornet, pour ce qui est de l'entrée principale et au 10 bis rue du Canal. Il héberge le service territorial de l'architecture et du patrimoine du département.

## Protection
Pour ses façades et toitures, le portail sur la rue du Cornet, l'escalier intérieur avec sa rampe en fer forgé, ainsi que l'ancienne salle à manger avec son poêle en faïence et l'ancienne chambre de Madame de Maquillé, l'Hôtel de Maquillé fait l’objet d’une inscription au titre des monuments historiques depuis le 9 novembre 1984.

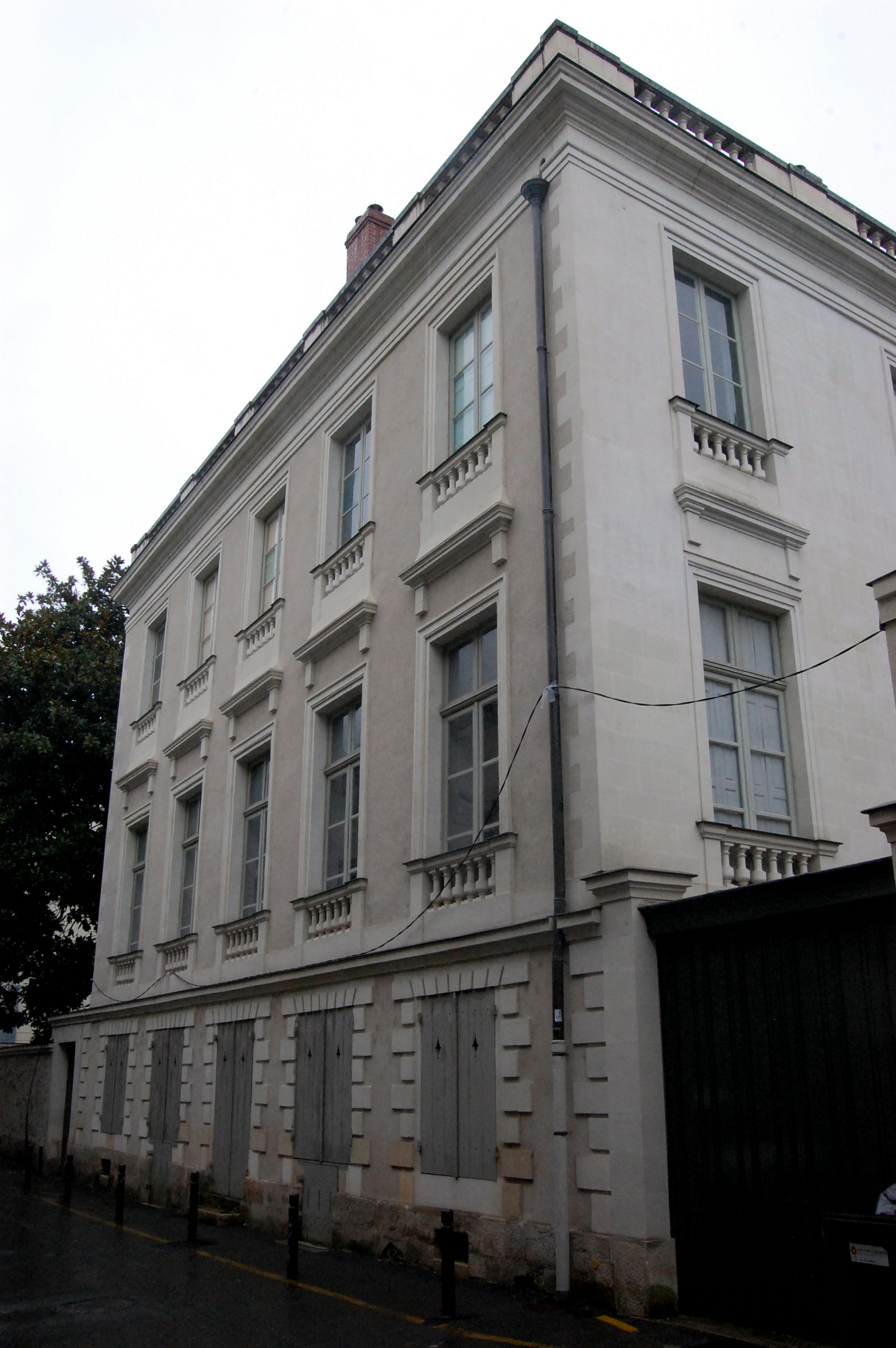
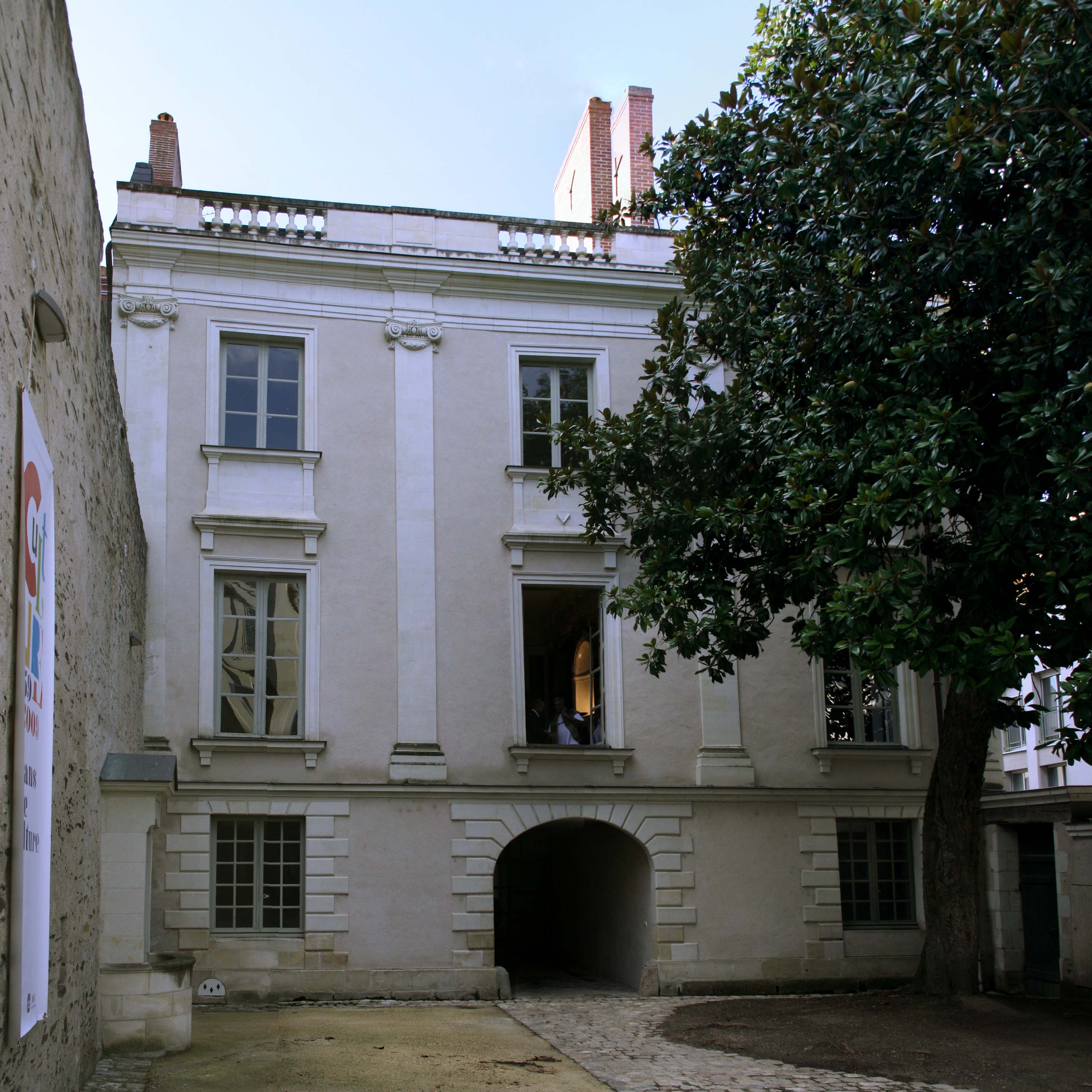
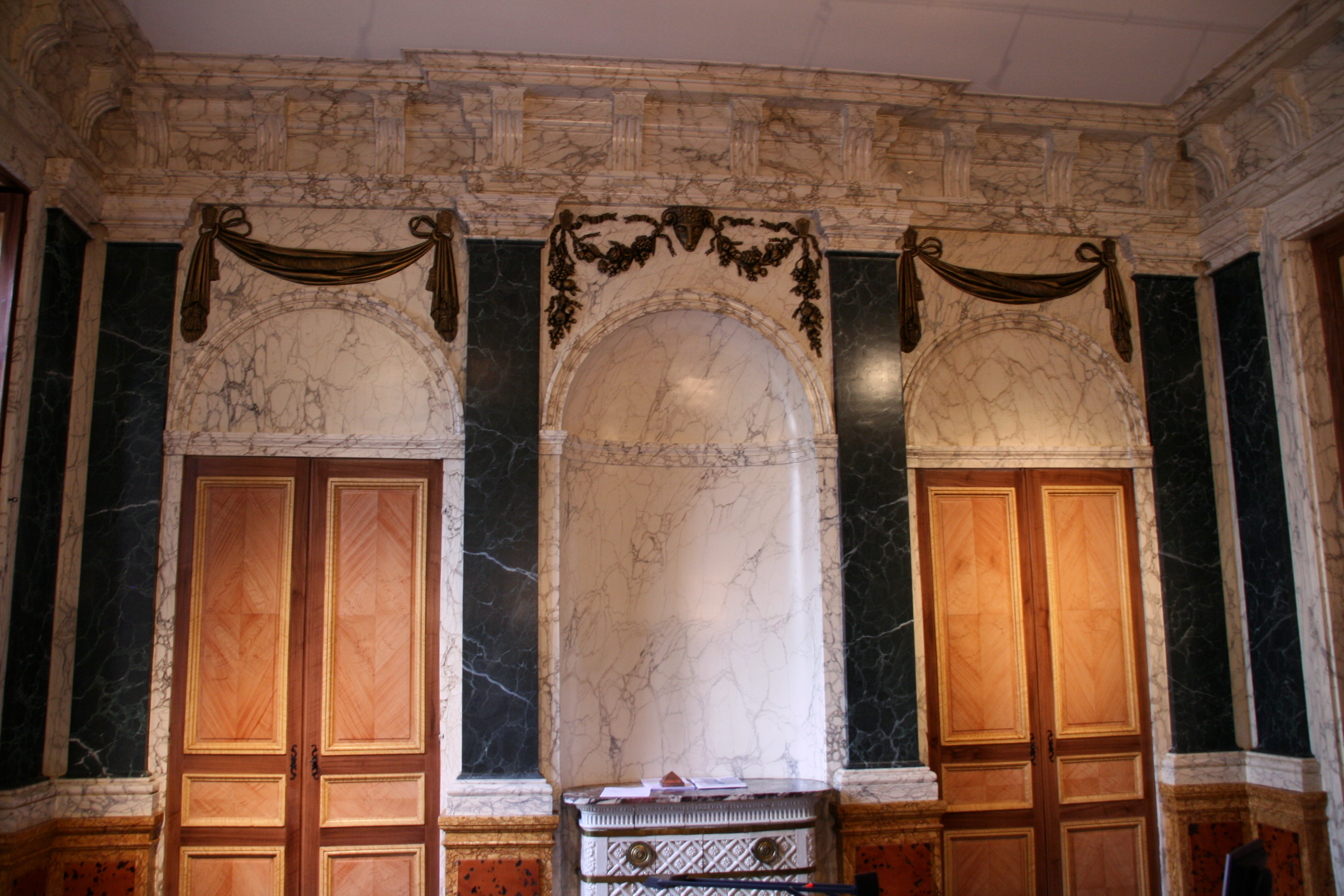
La salle à manger de l’hôtel.